# 賀川隆行
賀川隆行（かがわ たかゆき、1947年- ）は、日本の経済史学者。

## 略歴
福井県生まれ。1970年一橋大学社会学部卒業。75年同大学院社会学研究科博士課程単位取得退学。83年「近世日本商業経営の実証的研究 三井家の越後屋と両替店」で社会学博士。1973年財団法人三井文庫就職。2006-07年大阪大学経済学研究科教授。公益財団法人三井文庫主任研究員。専攻は日本近世経済史。

## 著書
- 『近世三井経営史の研究』吉川弘文館 1985　ISBN　9784642031165、オンデマンド版　2013　ISBN　9784642042550
- 『日本の歴史 集英社版 14 崩れゆく鎖国』集英社 1992
- 『近世大名金融史の研究』吉川弘文館 1996　ISBN　9784642033275、オンデマンド版　2017　ISBN　9784642733274
- 『江戸幕府御用金の研究』 (叢書・歴史学研究)法政大学出版局 2002
- 『近世江戸商業史の研究』大阪大学出版会 2012
- 『江戸呉服問屋の研究』吉川弘文館、2022年　ISBN　9784642043502

## 論文
- ＜賀川隆行